# The Beau Brummels (album)
The Beau Brummels è un album dei The Beau Brummels, pubblicato dalla Warner Bros. Records nel 1975. Il disco fu registrato al Warner Brothers Recording Studios, al The Burbank Studios ed al Sunset Studios di North Hollywood, California (Stati Uniti).

## Tracce
Brani composti da Ron Elliott, tranne dove indicato
Lato A
1. You Tell Me Why – 3:13
2. First in Line – 2:56 (Ron Elliott, Butch Engle)
3. Wolf – 2:24
4. Down to the Bottom – 3:24 (Ron Elliott, Butch Engle)
5. Tennessee Walker – 3:12

Lato B
1. Singing Cowboy – 3:18
2. Goldrush – 3:21 (Ron Elliott, Butch Engle)
3. The Lonely Side – 4:32
4. Gate of Hearts – 3:00
5. Today by Day – 2:37 (Ron Elliott, Butch Engle)

## Musicisti
- Sal Valentino - voce
- Ron Elliott - chitarra, voce
- Declan Mulligan - basso, voce
- John Pettersen - batteria

Musicisti aggiunti
- Dan Levitt - chitarre, banjo
- Ron Meagher - chitarra, voce
- Victor Feldman - percussioni
- Mark Jordan - pianoforte
- Nick DeCaro - arrangiamenti (strumenti a corda)